# International Bomber Command Centre
L'International Bomber Command Centre (abbreviato in IBCC) è un museo e memoriale sull'impatto storico che ebbe il Bomber Command durante la seconda guerra mondiale.
Il sito, collocato su una collina vicina a Lincoln, in Inghilterra, ha aperto al pubblico nel gennaio del 2018. Il 12 aprile 2018 si è tenuta l'inaugurazione ufficiale.

## La collina di Canwick

### Il luogo
La città di Lincoln venne scelta come luogo ideale in quanto 27 comandi RAF (più di un terzo dei comandi del Bomber Command) erano situati in quella contea. L'alto numero di piste d'atterraggio presenti nel Lincolnshire gli valse il nome di "contea dei bombardieri".
Il Centro, situato sulla Canwick hill, sorge su un sito che non ha connessioni dirette con basi della RAF operative o dismesse. La sua connotazione neutra evita che venga identificato con reparti specifici permettendo a tutti i reduci di riconoscerlo come proprio.

### Il centro Chadwick
Dedicato a Roy Chadwick, il progettista del bombardiere Lancaster, l'IBCC è un museo narrativo dedicato al Bomber Command che include dei percorsi narrativi multimediali sulla storia sia di chi ha servito sotto il Bomber Command sia dei civili che hanno subito i bombardamenti. Inoltre il percorso espositivo riflette anche sulle conseguenze nel secondo dopoguerra delle campagne aeree in Europa.

### Il memoriale a guglia

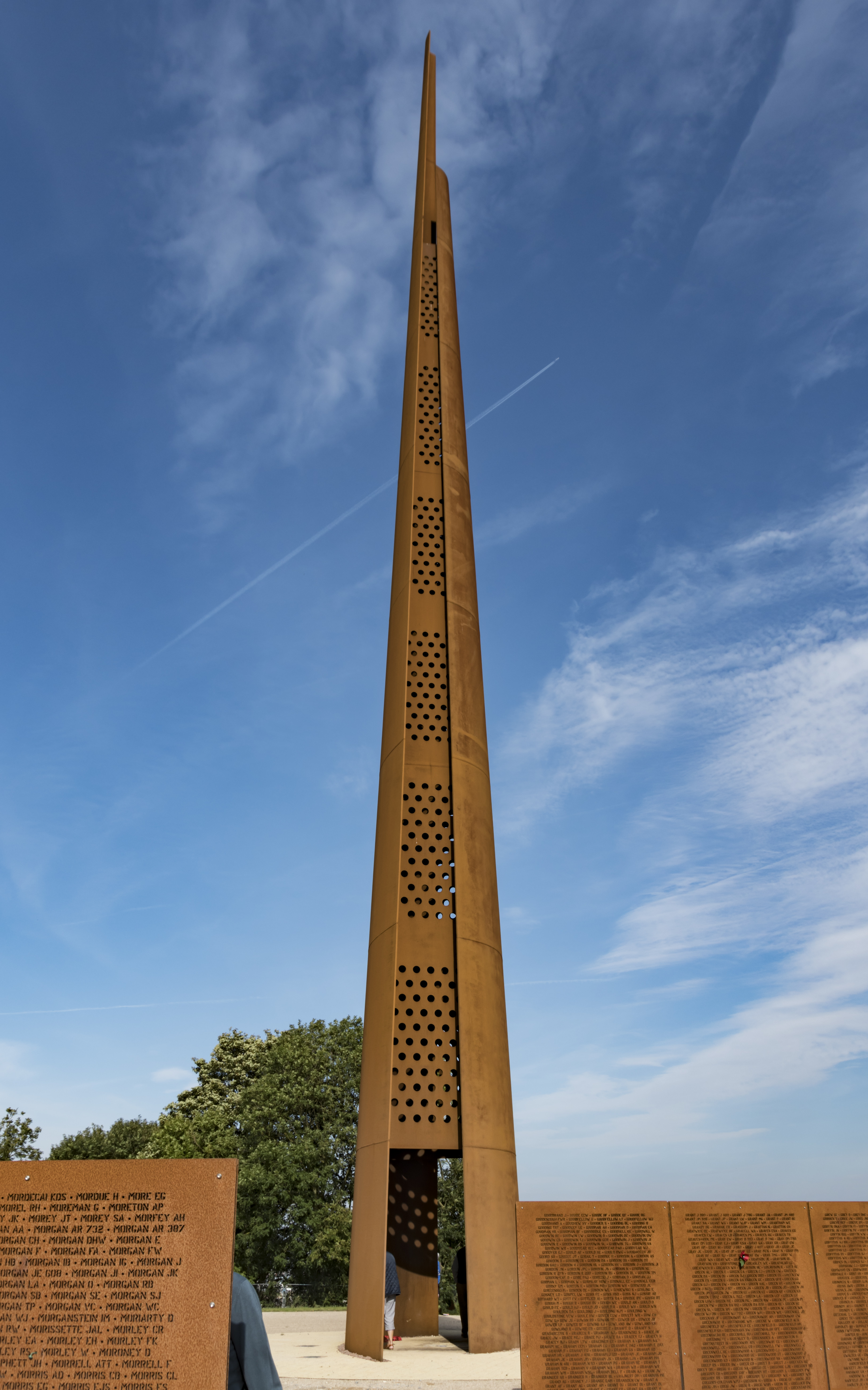
Il più alto monumento ai caduti del Regno Unito, è alto 31,1 metri, come l'apertura alare del bombardiere Avro Lancaster. È realizzato in acciaio resistente agli agenti atmosferici di Corten e offre una vista mozzafiato sulla cattedrale di Lincoln.

Al centro dell'area monumentale sorge una spirale di acciaio ispirata all'apertura alare di un bombardiere Avro 683 Lancaster (31,09 metri di altezza e 5 metri di larghezza).

#### Il muro dei nomi

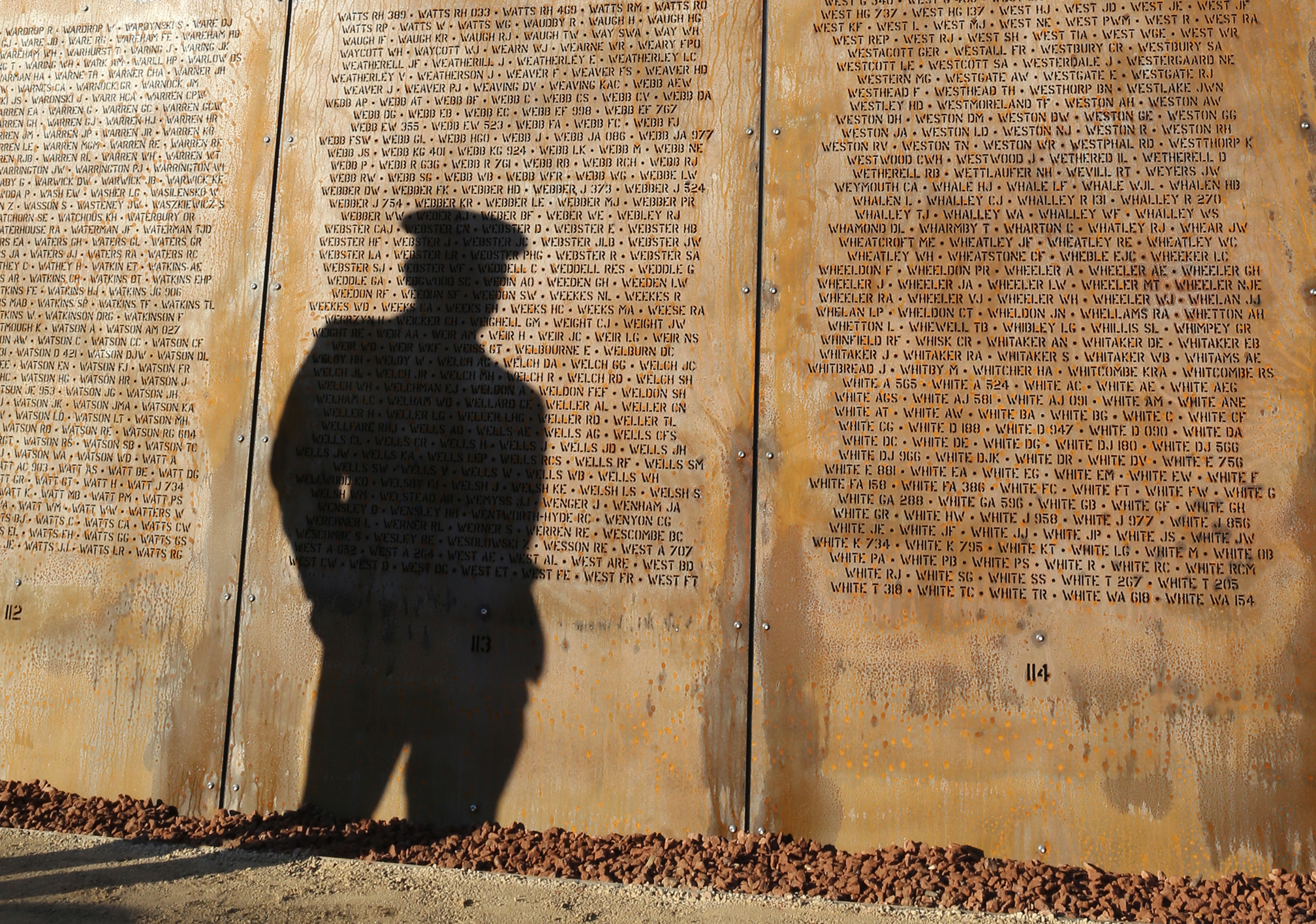
Le targhe portano i nomi dei componenti degli equipaggi caduti durante le missioni.

La guglia è circondata da una serie di pareti recanti i nomi dei 57.871 uomini e donne caduti servendo o supportando il Bomber Command. È l'unico luogo al mondo in cui sono raccolti tutti i nomi.

### Il giardino della pace
Il giardino include un viale commemorativo e un anfiteatro ed è diviso in due parti: da una parte 27 alberi che riproducono i campi di volo del Lincolnshire e poi un giardino internazionale con piante rappresentanti i 5 conteninenti e le 62 nazioni coinvolte nel Bomber Command.

## Lincolnshire Bomber Command Memorial Trust

### Obiettivi
Lo scopo è raccontare le storie dei membri della RAF sotto il Bomber Command, dello staff di terra (come meccanici, infermiere, addetti radio) e dei civili che hanno sofferto i bombardamenti durante la Seconda guerra mondiale. Il centro fornisce inoltre una serie di registrazioni, di documenti e fotografie digitalizzate relative all'attività del Bomber Command.

### L'archivio digitale
L’international Bomber Command Centre Digital Archive raccoglie fonti inedite relative alla guerra aerea in Europa (1939-1945), che consistono perlopiù di interviste ai protagonisti, archivi personali, e collezioni private. Il losses database raccoglie invece i dati dei 57,861 caduti del Bomber Command.